# Палас (посёлок)
Палас (тадж. Палос) — посёлок городского типа в Согдийской области Таджикистана, подчинён администрации города Бустон. Расположен на берегу реки Сырдарьи.

## История
Существует как овощеводческий совхоз с 1920-х годов, однако из-за отсталости в сельском хозяйстве утверждение его было под вопросом. Окончательно утверждён 16 июня 1945 года и стал относиться к городу Чкаловску (ныне — Бустон). Первым директором был назначен Пётр Матвеевич Шестаков (1891 года рождения). Статус посёлка городского типа Шестаков с 1964 года.

## Население
| 1970 | 1979 | 1989 | 2019 | 2020 | 2021 | 2022 |
| ---- | ---- | ---- | ---- | ---- | ---- | ---- |
| 2768 | 2856 | 3178 | 2800 | 2900 | 3300 | 3400 |